# Ян Паточка
Ян Па́точка (на чешки: Jan Patočka; 1 юни 1907, Турнов – 13 март 1977, Прага) е чешки философ от феноменологическата школа, автор на трудове по морална и политическа философии, правозащитник.

## Биография
Средното си образование получава в гимназията „Ян Неруда“ в Прага. Следва философия, славянска и романска филология в Карловия университет в Прага, получава докторска степен през 1931 г., и по-късно продължава следването си в Париж, Берлин, Фрайбург, където се среща с Едмунд Хусерл и Мартин Хайдегер, и се запознава и остава приятел до края на живота си с Ойген Финк.
От 1934 г. е секретар на Пражкия философски кръжок Cercle philosophique de Prague pour les recherches sur l'entendement humain. От 1936 до 1939 г. преподава в качеството на приватдоцент в Карловия университет. След идването на нацистите през 1939 г., Паточка е принуден да прекрати преподавателската си дейност. През 1937 г. се жени за Хелена Матоушкова.
Ян Паточка развива хусерловото понятие „естествен свят на живота“ в духа на хайдегеровите идеи. Превежда редица съчинения на Хегел и Шелинг.
Преподава в университетите:
- 1945 – 1949: Карловия университет в Прага и Масариковия университет в Бърно. По време на сталинизацията на Чехия, през 1949 г. му е забранена преподавателската дейност.
- 1950 – 1954: сътрудник на Масариковия институт и библиотека.
- 1954 – 1958: сътрудник на Научноизследователския институт по педагогика на Чехословашката академия на науките. Занимава се с издаване на трудовете на Ян Амос Коменски.
- 1958 – 1968: сътрудник на Института по философия на Чехословашката академия на науките, чете лекции във Федерална република Германия.
- 1968: получава професорска степен по философия в Карловия университет.

Известен е с големия си морален авторитет сред чешката интелигенция. Движението „Пражка пролет“ му присъжда орден. Паточка, заедно с Вацлав Хавел, Зденек Млинарж, Иржи Хайек и Павел Кохоут, е един от авторите на „Харта 77“, която се застъпва за правата на гражданите в ЧССР. Няколко дни по-късно, след продължителен разпит по повод на участието му в движението, умира в следствения арест от мозъчен кръвоизлив на 13 март 1977 г.
Сред учениците му са драматургът и политик Вацлав Хавел и философът Вацлав Белохрадски.

## Наследство и признание
Трудовете на Паточка са издадени на английски и френски език, във ФРГ излизат събраните му съчинения в 5 тома (1987 – 1992). Към идеите му се обръщат Пол Рикьор и Жак Дерида.
През 2007 г. в Чехия се провежда международната конференция „Ян Паточка, чешката история и Европа“, посветена на стогодишнината от рождението му.

## Трудове
- Přirozený svět jako filosofický problém (1936, дисертация, преизд. 1970, 1992)
- Česká vzdělanost v Evropě (1940)
- Aristoteles, jeho předchůdci a dědicové (1964)
- O smysl dneška (1969)
- Kacířské eseje o filosofii dějin (1975, публ. в самиздат, преизд. 1990)
  - Еретични есета за философия на историята, София: (без изд), 1994, ISBN 954-8569-04-3
- Negativní platonismus (1990)
- Platón. Přednášky z antické filosofie (1991)
- Sókratés (1991)
- Tři studie o Masarykovi (1991)
- Co jsou Češi? (1992)
- Evropa a doba poevropská (1992)
- Platón (1992)
- Úvod do fenomenologické filosofie (1993)
- Tělo, společenství, jazyk, svět (1995)
- Umění a čas (2004)